# Anwärter auf den schottischen Thron
Dieser Artikel listet die Anwärter auf den schottischen Thron auf, die im Jahr 1290 Anspruch auf den Thron des Königreichs Schottland erhoben. Der als Schiedsrichter auftretende englische König Edward I. setzte eine Kommission ein, die sich für John Balliol entschied.

## Vorgeschichte
Nach dem plötzlichen Tod von Alexander III. am 19. März 1286 gab es im Königreich Schottland keinen männlichen Thronfolger. Der König hatte keine überlebenden Kinder hinterlassen, und erst nach längeren Verhandlungen wurde seine einzige Enkelin, die junge Margarete, von den Adligen als Thronerbin anerkannt. Diese lebte allerdings als Tochter des norwegischen Königs Erik II. in Norwegen. Bis Margarete, die als Maid of Norway bezeichnet wurde, in Schottland gekrönt werden konnte, führten sechs Guardians die Regierungsgeschäfte und vereinbarten am 6. November 1289 mit englischen und norwegischen Gesandten in Salisbury, dass Margarete bis zum 1. November 1290 in Schottland ankommen sollte. Der König von Norwegen wollte seine junge Tochter aber nicht in eine ungewisse Zukunft in einem fernen Land schicken. Deshalb vereinbarten die Guardians 1290 mit dem englischen König Eduard I. im Vertrag von Northampton die Heirat von Margarete mit Eduard, dem Erben von Eduard I. Dabei wurde aber auch vereinbart, dass die Unabhängigkeit von Schottland gewahrt bleiben sollte. Als die Maid of Norway jedoch auf der Überfahrt nach Schottland Ende September 1290 starb, war die Thronfolge völlig ungeklärt. Da die direkte Linie der Nachkommen des 1214 gestorbenen schottischen Königs Wilhelm I. erloschen war, hatten der nordenglische Baron John Balliol sowie der anglo-schottische Adlige Robert V de Brus als Nachkommen von David of Huntingdon, einem jüngeren Bruder von Wilhelm I. die stärksten Ansprüche.  Als zwischen den Anhängern dieser beiden Anwärter ein bewaffneter Thronfolgekrieg drohte, wandten sich die schottischen Magnaten an den englischen König Eduard I. mit der Bitte, über den rechtmäßigen Thronfolger zu entscheiden. Eduard I. nahm diese Aufgabe an. Er lud diejenigen, die einen Anspruch auf den schottischen Thron stellten, ihren Anspruch vor einer ausgewählten Versammlung von 105 Richtern zu vertreten. Diese Anzahl war nach dem Vorbild der römischen Centumviri gewählt, die in der Antike Konflikte geschlichtet hatten. Eduard I. selbst beanspruchte den Vorsitz in der Versammlung, 24 Mitglieder bestimmte er aus seinem Kronrat, während der schottische Adel 80 Mitglieder stellen sollte. Von diesen 80 schottischen Mitgliedern wurden je 40 von Robert de Brus und von John Balliol benannt.

## Die Anwärter

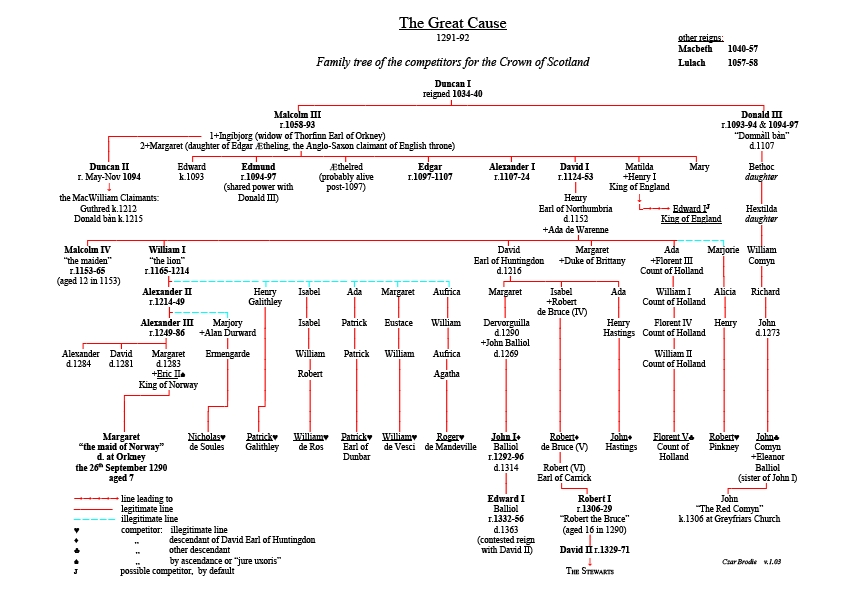
Stammtafel

Neben Robert de Brus und John Balliol hatten noch zwölf weitere Nachfahren Ansprüche auf den schottischen Thron, darunter zwei Könige. Damit gab es vierzehn Anwärter auf den schottischen Thron:
1. Florens V., Graf von Holland: Ur-ur-ur-ur-Enkel von König David I.
2. Patrick Dunbar, 7. Earl of Dunbar: Urenkel von Ada, einer unehelichen Tochter von Wilhelm I.
3. William de Vescy, 1. Baron Vescy: Urenkel von Isabel, einer weiteren unehelichen Tochter von Wilhelm I.
4. William de Ros, 1. Baron de Ros: Ur-ur-Enkel von Wilhelm I. und dessen Geliebter Margaret
5. Robert de Pinkeney: Angeblicher Ur-ur-ur-Enkel von König David I.
6. Nicholas de Soulis, ein Mitglied der Familie der Lords of Liddesdale, war ein Enkel einer unehelichen Tochter von König Alexander II.
7. Patrick Galightly: angeblicher Enkel von Wilhelm I.
8. Roger de Mandeville: angeblicher Ur-ur-ur-Enkel von Wilhelm I.
9. John (II) Comyn, Lord of Badenoch: Ur-ur-ur-ur-Enkel von König Donald III.
10. John Hastings, 1. Baron Hastings: Ur-ur-ur-Enkel von König David I.
11. John Balliol: Ur-ur-ur-Enkel von König David I.
12. Robert de Brus, Lord of Annandale: Ur-ur-Enkel von König David I.
13. Erik II., König von Norwegen, Vater der Königin Margarete von Schottland
14. Eduard I., König von England, Nachfahre von Malcolm III.

Als nächste direkte Verwandten hatten John Balliol, Robert de Brus und John Hastings die stärksten Ansprüche auf den Thron. Sie stammten alle von den drei Töchtern von David of Huntingdon ab, dem jüngeren Bruder der schottischen Könige Malcolm IV. und Wilhelm I. Diese drei Töchter waren Margaret, die Frau von Alan of Galloway, Isabel, die Frau von Robert IV de Brus, und Ada, die Frau von Henry Hastings. Nach dem geltenden Erbrecht galt das Recht der Primogenitur nicht bei weiblichen Erben. Als Enkel der ältesten Tochter von Earl David hatte John Balliol offensichtlich den besten Anspruch auf den schottischen Thron, doch sein Anspruch war über seine Mutter vererbt worden. Robert de Brus dagegen, der Sohn der zweitältesten Tochter von Earl David, war etwa dreißig Jahre älter als Balliol und beanspruchte deshalb als männlicher Erbe eine nähere Verwandtschaft zu den schottischen Königen. John Hastings, 1. Baron Hastings stellte als Nachfahre der jüngsten Tochter von Earl David keine Ansprüche auf den schottischen Thron, beanspruchte aber ein Drittel des Landbesitzes der schottischen Könige.
Der englische König war ein Nachfahre des schottischen Königs Malcolm III. über dessen Tochter Maud (auch Edith), der Frau des englischen Königs Heinrich I. Er verfolgte aber seinen Anspruch nicht weiter. John II Comyn beanspruchte den Thron als Nachfahre von Domnall Bán, einem Bruder von König Malcolm III., der jedoch bereits um 1099 verstorben war. Graf Florens V. von Holland beanspruchte den Thron als Nachfahre von Ada, einer Schwester von Wilhelm I. und Malcolm IV., die 1162 seinen Vorfahren Florens III. geheiratet hatte. Die übrigen Anwärter stammten alle von unehelichen Kindern der schottischen Könige ab. Anders als im frühen Mittelalter wurde Ende des 13. Jahrhunderts der Erbanspruch von unehelichen Kindern nicht mehr akzeptiert, so dass ihre Ansprüche nahezu aussichtslos waren. Einige Anwärter hatten sogar noch zweifelhaftere Ansprüche. Robert de Pinkeny, ein Baron aus Northamptonshire, behauptete, ein Sohn von Henry, einem jüngeren Sohn von David I. zu sein, doch wahrscheinlich war er nur ein Urenkel einer unehelichen Tochter von Earl David of Huntingdon. Roger de Mandeville stammte aus einer anglonormannischen Familie aus Ulster. Er wollte ein Nachfahre von Athbhric (auch Aufreka) sein, einer angeblichen Tochter von Wilhelm I., wofür er aber keine Nachweise erbringen konnte. Patrick Galightly war ein Bürger aus Perth, der behauptete, dass sein Vater Henry ein Sohn des 1214 verstorbenen Wilhelm I. gewesen war. Dieser Patrick war zwar ein alter Mann und starb wenig später, doch seine angebliche Verwandtschaft mit den schottischen Königen wurde angezweifelt. Der König von Norwegen begründete seinen Anspruch als Schwiegersohn von Alexander III. Nach dem geltenden Erbrecht war sein Anspruch ungültig.

## Entscheidung
Die Versammlung, die in der Thronfolgefrage, die als Great Cause bekannt wurde, entscheiden sollte, tagte ab Mai 1291 meist in Norham in Northumberland, die abschließende Versammlung fand im südschottischen Berwick statt. Zu Beginn bat der englische König die Versammlung, seine Oberherrschaft anzuerkennen, denn nur dann könne er als Richter entscheiden. Schließlich wollte Eduard I. die Situation weiter ausnutzen und verlangte von allen Thronanwärtern, dass sie als König seine Oberherrschaft anerkennen würden. Unter den Anwärtern gab es Intrigen und Versuche, mit Hilfe von gefälschten Urkunden ihre Ansprüche durchzusetzen. Die stärksten Ansprüche auf den Thron hatten die Nachfahren von David of Huntingdon. Florens von Holland behauptete aber, dass David of Huntingdon zugunsten von Aberdeenshire auf seine Erbansprüche verzichtet hätte, weshalb seine Ansprüche stärker wären. Robert de Brus arbeitete dann mit Florens zusammen, um die Ansprüche von Balliol zu schwächen. Letztlich wurden Florens Ansprüche aber von der Versammlung abgewiesen. Auch die Ansprüche der anderen rivalisierenden Anwärter wurden nacheinander abgewiesen, bis die Entscheidung im Great Cause am 17. November 1292 bekannt gegeben wurde. Die Versammlung erklärte John Balliol zum rechtmäßigen König der Schotten. Er wurde dann am 30. November 1292 in Scone gekrönt.

## Folgen
Eduard I. verfolgte seine Ansprüche auf die Oberhoheit in Schottland weiter. Damit untergrub er immer weiter die Autorität des neuen Königs. Gegen den englischen Druck begehrten die Schotten auf, bis es im März 1296 zum offenen Krieg kam. Angesichts der englischen Übermacht wurde Balliol am 8. Juli 1296 zur Abdankung gezwungen. Die Schotten führten den Krieg nun als Unabhängigkeitskrieg weiter. Dabei verfolgten die früheren Thronwärter unterschiedliche Interessen. John Hastings, Earl Patrick und William de Ros, die auch Ländereien in England besaßen, kämpften auf der Seite des englischen Königs. John Comyn kämpfte dagegen für die schottische Unabhängigkeit. Robert V de Brus war 1295 gestorben, worauf sein Sohn Robert VI de Brus 1296 vergeblich den englischen König bat, ihm auf den schottischen Thron zu helfen. Sein Sohn Robert Bruce kämpfte zunächst auf der schottischen Seite und unterwarf sich 1302 dem englischen König. Er lag mit John Comyn of Badenoch, dem Sohn eines weiteren Anwärters in Streit, den er am 10. Februar 1306 ermordete. Wenig später erhob sich Bruce zum schottischen König, doch erst 1328 erkannte der englische König Eduard III. ihn im Vertrag von Edinburgh und Northampton als König an.